# Philornis seguyi
Philornis seguyi är en tvåvingeart som beskrevs av Mauricio Garcia 1952. Philornis seguyi ingår i släktet Philornis och familjen husflugor. Inga underarter finns listade i Catalogue of Life.